# Regeringen Antonis Samaras
Regeringen Antonis Samaras er en tidligere græsk regering, der bestod af Nyt Demokrati, PASOK og Demokratiske venstre. Regeringen blev oprettet den 20. juni 2012, da Antonis Samaras aflagde ed på forfatningen. De øvrige ministreaflagde ed den 21. juni 2012. Regeringen trådte tilbage den 26. januar 2015.
Regeringen var usædvanlig ved, at de to mindste partier (PASOK og Demokratiske venstre (DIMAR)) ikke er præsenteret af parlamentsmedlemmer, men derimod af ministre, der formelt stod uden for partierne (UP). 

## Kabinettet
- Premierminister Antonis Samaras, ND.
- Minister for administrative reformer og digital forvaltning Antonis Manitakis, UP foreslået af DIMAR.
- Indenrigsminister Evripidis Stylianidis, ND.
- Finansminister Yiannis Stournaras, UP (fra 5. juli 2012).
- Vicefinansminister Christos Staikouras, ND.
- Udenrigsminister Dimitris Avramopoulos, ND.
- Forsvarsminister Panos Panagiotopoulos, ND.
- Viceforsvarsminister Panagiotis Karambelas, UP.
- Minister for udvikling, konkurrenceevne, infrastruktur, transport og netværk Kostis Hatzidakis, ND.
- Minister for miljø, energi og klimaændringer Evangelos Livieratos, UP foreslået af PASOK.
- Viceminister for miljø, energi og klimaændringer Stavros Kalafatis, ND.
- Minister for undervisning, religiøse anliggender, kultur og sport Konstantinos Arvanitopoulos, ND.
- Viceminister for undervisning, religiøse anliggender, kultur og sport Kostas Tzavaras, ND.
- Minister for arbejde, social tryghed og velfærd Giannis Vroutsis, ND.
- Sundhedsminister Andreas Lykourentzos, ND.
- Minister for landdistriktudvikling og fødevarer Athanasios Tsaftaris, UP foreslået af PASOK.
- Viceminister for landdistriktudvikling og fødevarer Maximos Charakopoulos, ND.
- Justitsminister og minister for åbenhed og menneskerettigheder Antonis Roupakiotis, UP foreslået af DIMAR.
- Turistminister Olga Kefalogianni, ND.
- Minister søfart, havne og øadministrationKostas Mousouroulis, ND.
- Minister for offentlig orden og borgerbeskyttelse Nikos Dendias, ND.
- Minister for Makedonien-Thrakien Thodoris Karaoglou, ND.
- Viceminister for Makedonien-Thrakien Dimitris Stamatis, ND.
- Regeringens talsmand Simos Kedikoglou, ND.

## Den samlede ministerliste
- Premierminister: Antonis Samaras

- Finansministeriet
  - Minister: Vassilis Rapanos (afløst af Yiannis Stournaras 5. juli 2012)
  - Viceminister: Christos Staikouras
  - Statssekretær: George Mavraganis

- Ministeriet for administrative reformer og digital forvaltning
  - Minister: Anthony Manitakis
  - Statssekretær: Manousos Voloudakis

- Indenrigsministeriet
  - Minister: Evripidis Stylianidis (tidligere minister for undervisning, transport og kommunikation, Nyt Demokrati)
  - Viceminister: Charalambos Athanassiou

- Udenrigsministeriet
  - Minister: Dimitris Avramopoulos (flere ministerposter tidligere, bl.a. forsvarsminister, næstformand for Nyt Demokrati)
  - Statsseketær: Dimitris Kourkoulas

- Forsvarsministeriet
  - Minister: Panos Panagiotopoulos
  - Viceforsvarsminister: Panagiotis Karabelas
  - Statssekretær: Dimitris Elefsiniotis

- Ministeriet for udvikling, konkurrenceevne, infrastruktur, transport og netværk
  - Minister: Kostis Hatzidakis (tidligere minister for transport, kommunikation og udvikling, Nyt demokrati)
  - Viceminister: Stavros Kalogiannis
  - Statssekretær: Athanasios Skordas
  - Statssekretær: Notis Mitarakis

- Ministeriet for miljø, energi og klimaændringer
  - Minister: Evangelos Livieratos
  - Viceminister: Stavros Kalafatis (tidligere minister for for Makedonien-Thrakien, Nyt Demokrati)
  - Statsekrtær: Asimakis Papageorgiou

- Ministeret for undervisning, religiøse anliggender, kultur og sport 
  - Minister: Konstantinos Arvanitopoulos
  - Viceminister: Kostas Tzavaras
  - Viceminister: Giannis Ioannidis (tidligere viceminister for kultur og sport, tidligere Basketball træner, Nyt Demokrati)
  - Statssekretær: Theodoros Papatheodorou

- Ministeriet for for arbejde, social tryghed og velfærd
  - Minister: Giannis Vroutsis
  - Statssekretær: Nikos Nikolopoulos

- Sundhedsministeriet
- Minister: Andreas Lykourentzos 
  - Statssekretær: Marios Salmas
  - Statssekretær: Bright Skopouli

- Ministeriet for landdistriktsudvikling og fødevarer
  - Minister: Athanasios Tsaftaris
  - Viceminister: Maximus Charakopoulos

- Justitsministeriet samt ministeriet for åbenhed og menneskerettigheder
- Minister: Antonis Roupakiotis (fungerende arbejds- og soicalminister fra 17. maj 2012) 
  - Statssekretær: Kostas Karagounis

- Ministeriet for offentlig orden og borgerbeskyttelse
- Minister: Nikos Dendias (tidligere justitsminister, Nyt Demokrati)

- Ministeriet for turisme
  - Minister: Olga Kefalogianni (Nyt Demokrati)

- Ministeriet for handelsflåden (søfart) og havne samt administration af øer
  - Minister: Costas Mousouroulis
  - Statssekretær: Nicolas Vernicos

- Ministeriet for Makedonien-Thrakien
  - Minister: Theodoros Karaoglou
  - Viceminister: Dimitris Stamatis